# Cremona
För andra betydelser, se Cremona (olika betydelser).
Cremona är en stad, kommun och huvudort i den italienska provinsen Cremona. Den ligger vid floden Pos strand i sydöstra Lombardiet. Stadens basilika är ett av de viktigaste monumenten från 1700-talet, och förutom basilikan finns det många palats från gotiken och renässansen i staden.
Cremona är välkänd som fiolbyggarstad. Från Cremona kom Antonio Stradivari, som anses vara en av de bästa fioltillverkarna någonsin och vars fioler betingar miljonbelopp. Tonsättaren Claudio Monteverdi föddes i staden 1567 som son till en fältskär.
Annat Cremona är känt för är sitt klocktorn som är bland de högsta i Europa, Mostarda som är ett slags senapsinläggning samt sin Torrone som är ett slags nougat.

## Konstnärer
- Antonio Ligabue